# 蒂羅勒科格爾山 (蒂爾尼茨阿爾卑斯山脈)

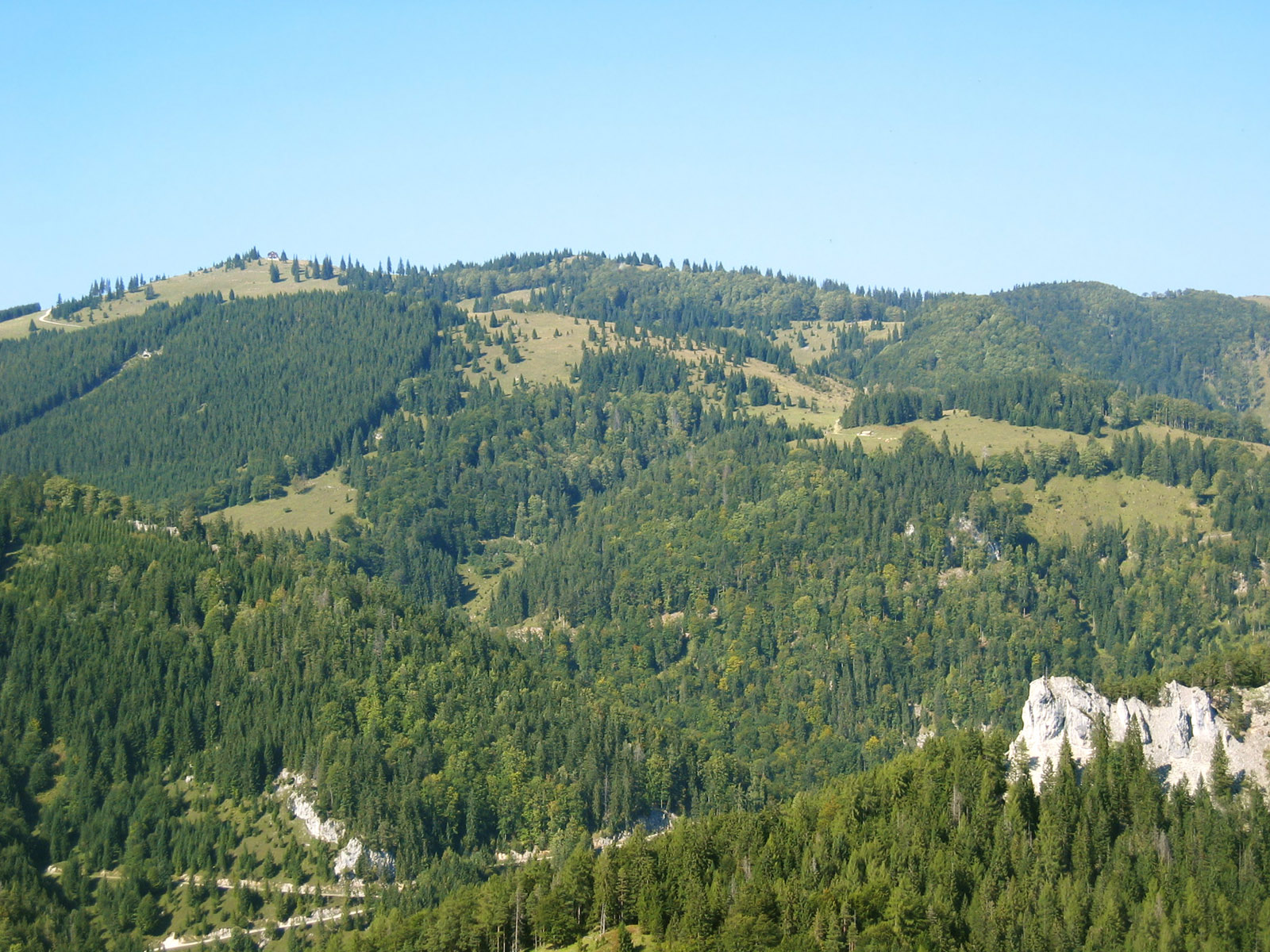

47°52′25″N 15°25′17″E / 47.87361°N 15.42139°E
蒂羅勒科格爾山（德語：Tirolerkogel），是奧地利的山峰，位於該國東北部，由下奧地利州負責管轄，屬於蒂爾尼茨阿爾卑斯山脈的一部分，距離大蘇爾茨山4.5公里，海拔高度1,380米。